# 엘로아현
엘로아현(스페인어: Provincia de El Loa)은 칠레 안토파가스타 주를 구성하는 3개의 현 가운데 하나로 현도는 칼라마이며 면적은 41,999.6km2, 인구는 142,686명(2012년 기준), 인구 밀도는 3.4명/km2이다.